# Temnoscheila
Temnoscheila is een kevergeslacht uit de familie schorsknaagkevers (Trogossitidae). De wetenschappelijke naam van het geslacht werd in 1830 gepubliceerd door Westwood.

## Soorten
- Temnoscheila acuta LeConte, 1858
- Temnoscheila aenea (Olivier, 1790)
- Temnoscheila aerea LeConte, 1858
- Temnoscheila alticola Sharp, 1891
- Temnoscheila aureola Reitter, 1875
- Temnoscheila aurora Reitter, 1875
- Temnoscheila barbata LeConte, 1863
- Temnoscheila bedeli Léveillé, 1889
- Temnoscheila belti Sharp, 1891
- Temnoscheila biolleyi Léveillé, 1903
- Temnoscheila boboensis Sharp, 1891
- Temnoscheila boliviensis Léveillé, 1903
- Temnoscheila borrei Reitter, 1875
- Temnoscheila brevior Léveillé, 1889
- Temnoscheila caerulea (Olivier, 1790)
  - = Temnoscheila gemella Bedel, 1900
  - = Temnoscheila pini Brullé, 1838
  - = Temnoscheila rogenhoferi Reitter, 1875
  - = Temnochila rogenhoferi Reitter, 1875
- Temnoscheila chalcea Kirsch, 1873
- Temnoscheila championi Sharp, 1891
- Temnoscheila chevrolati Reitter, 1875
- Temnoscheila chiriquensis Sharp, 1891
- Temnoscheila chlorodia Mannerheim, 1843
  - = Temnochila prosternalis Schaeffer, 1918
  - Temnochila viridicyanea Mannerheim, 1843
- Temnoscheila chrysosterna Reitter, 1875
- Temnoscheila colossus Serville, 1828
- Temnoscheila concinna Wachtel, 2018
- Temnoscheila corinthia Reitter, 1875
- Temnoscheila costaricensis Sharp, 1891
- Temnoscheila curta Léveillé, 1889
- Temnoscheila davidi Léveillé, 1898
- Temnoscheila dendrobia Gistl & Bromme, 1850
- Temnoscheila derasa Sharp, 1891
- Temnoscheila diffinis Sharp, 1891
- Temnoscheila digitata Sharp, 1891
- Temnoscheila doumerci Serville, 1828
- Temnoscheila dryadis Reitter, 1875
- Temnoscheila ebenina Blanchard, 1875
- Temnoscheila edendata Schaeffer, 1918
  - = Temnochila sonorana Barrett, 1932
- Temnoscheila exarata Sharp, 1891
- Temnoscheila festiva Serville, 1828
  - = Temnochila splendens Gray in Griffith 1832
- Temnoscheila foveicollis Reitter, 1875
- Temnoscheila fraudulenta Sharp, 1891
- Temnoscheila fulgidovittata Blanchard, 1875
- Temnoscheila geminata Sharp, 1891
- Temnoscheila gigantea Reitter, 1875
- Temnoscheila gloriosa Reitter, 1875
- Temnoscheila grandis Sharp, 1891
- Temnoscheila grilloi Léveillé, 1905
- Temnoscheila grouvellei Léveillé, 1889
- Temnoscheila guatemalana Sharp, 1891
- Temnoscheila hubbardi Léveillé, 1889
- Temnoscheila insignis Reitter, 1875
- Temnoscheila iris Reitter, 1875
- Temnoscheila jansoni Léveillé, 1889
- Temnoscheila japonica Reitter, 1875
- Temnoscheila jekeli Reitter, 1875
  - = Temnochila sennevillei Léveillé, 1878
- Temnoscheila kirschi Reitter, 1875
- Temnoscheila laevicollis Reitter, 1875
- Temnoscheila laticollis Reitter, 1875
- Temnoscheila lebasi Reitter, 1875
- Temnoscheila leveillei Sharp, 1891
- Temnoscheila lucens Reitter, 1875
- Temnoscheila metallica Percheron, 1835
  - = Temnochila mexicana Reitter, 1875
- Temnoscheila mirabilis Reitter, 1875
- Temnoscheila miranda Sharp, 1891
- Temnoscheila nigritarsis Léveillé, 1889
- Temnoscheila obscura Reitter, 1875
- Temnoscheila obsoleta Reitter, 1875
- Temnoscheila obtusicollis Reitter, 1875
- Temnoscheila olivacea Reitter, 1875
- Temnoscheila olivicolor Léveillé, 1889
- Temnoscheila omolopha Barron, 1971
- Temnoscheila panguanae Wachtel, 2018
- Temnoscheila parva Léveillé, 1889
- Temnoscheila patricioi Kirsch, 1881
- Temnoscheila peruviana Léveillé, 1907
- Temnoscheila planicollis Sharp, 1891
- Temnoscheila planipennis Léveillé, 1889
  - = Temnochila metallica Reitter, 1875
- Temnoscheila polita Chevrolat, 1833
- Temnoscheila pollens Sharp, 1891
- Temnoscheila polygonalis Léveillé, 1899
- Temnoscheila portoricensis Léveillé, 1907
- Temnoscheila praeterita Sharp, 1891
- Temnoscheila punctatissima Reitter, 1875
- Temnoscheila punicea Reitter, 1875
- Temnoscheila quadricollis Reitter, 1875
- Temnoscheila querula Sharp, 1891
- Temnoscheila reitteri Kirsch, 1885
- Temnoscheila reversa Sharp, 1891
- Temnoscheila rhyssa Barron, 1971
- Temnoscheila rugulosa Kirsch, 1873
- Temnoscheila sallei Léveillé, 1889
- Temnoscheila salvini Sharp, 1891
- Temnoscheila sculpturata Reitter, 1875
- Temnoscheila sharpi Léveillé, 1894
- Temnoscheila smithi Sharp, 1891
- Temnoscheila splendida Gory, 1831
- Temnoscheila steinheili Reitter, 1875
- Temnoscheila stipes Sharp, 1891
- Temnoscheila subcylindrica Léveillé, 1907
- Temnoscheila sulcifrons Sharp, 1891
- Temnoscheila sulcisternum Léveillé, 1889
- Temnoscheila suturata Reitter, 1875
- Temnoscheila telemanensis Sharp, 1891
- Temnoscheila tristis Mulsant & Rey, 1853
  - = Temnochila cribricollis Reitter, 1875
- Temnoscheila urbensis Sharp, 1891
- Temnoscheila varians Guérin, 1846
- Temnoscheila variicolor Léveillé, 1889
- Temnoscheila virescens Fabricius, 1775
  - = Temnochila cyanea Reitter, 1875
- Temnoscheila yuccae Crotch, 1874